# Ара (губа)
Ара (иногда Ара-губа) — губа в Мотовском заливе Баренцева моря. Расположена в северной части Кольского полуострова в центральной части Мурманского берега в 40 километрах к северо-западу от Мурманска. Административно относится к ЗАТО Видяево Мурманской области. Название происходит от саамского арред — отдыхать, находиться в покое.

## Описание
Ара-губа имеет вытянутую на юго-запад узкую форму, слегка расширенную в северной части. Длина губы составляет около 11 километров, ширина — чуть более 3 километров в северной части на входе в Мотовский залив и 0,6-1,2 километра в южной и центральной частях. Длина береговой линии около 32 километров, глубина — до 159 метров в центральной части.
Берега губы крутые, скалистые, высота прилегающих гранитных возвышенностей достигает 270 метров. Утёсистый северо-восточный берег губы носит название Корабельная пахта. С возвышенностей в губу впадает ряд небольших неподписанных на карте ручьёв, а небольшая протока в крайней южной части губы соединяет её с озером Котыярви. Берега покрыты редкой тундровой растительностью, невысокие сосны и берёзы встречаются только на отлогих берегах залива. Из Ара-губы отходит несколько более мелких заливов — бухты Малая Луковая, Арская и Сковорода.
На входе в губу лежат два острова — Большой и Малый Арские, высотой 47,8 и 73,1 метра соответственно и длиной 1,3 и 0,8 километра. В северной части Большого Арского установлен маяк. Кроме того, сигнальные огни расположены на вдающемся в губу с запада мысе Сковорода и на обоих берегах центральной части губы.

## История
В настоящее время населённых пунктов на губе Ара нет. С конца XIX века до середины XX века на побережье губы находился одноимённый населённый пункт, основанный тут в 1879 году как колония Урского общества. В основном в посёлке проживали финны. Численность его всегда была невысокой и составляла 28 человек в 1928 году и 8 человек в 1938 году. Окончательно ликвидирован посёлок был в 1958 году.
В 1884—1889 годы в посёлке был расположен китобойный завод «Компании Шереметьева». Наличие китобойного завода на губе упоминается и в словаре Брокгауза и Ефрона.

Кроме того, губа Ара упоминается в ряде очерков о Кольском крае, в том числе — в «Путеводителе по Северу России» Д. Н. Островского 1898 года, в «Очерке путешествия Архангельского губернатора А. П. Энгельгардт в Кемский и Кольский уезды в 1895 году», где так же упоминается наличие китобойного завода в губе — 
Лет десять тому назад в порте Владимире был уже устроен завод китоловной компанией и вслед за сим другой завод князем Шереметьевым в Ара-губе. Эти заводы убили 800 китов, причем нужно иметь в виду, что Арский завод работал только две навигации; к сожалению, по недостатку капиталов, а главное по неумелости распорядителей, заводы вскоре прекратили свою деятельность
Упоминается губа Ара и в очерках «По северо-западу России» Константина Константиновича Случевского, путешествующего в 1884—1888 годах по северной и западной частям России в свите Великого князя Владимира Александровича в качестве журналиста-бытописателя. В очерках Случевского Арскому китобойному заводу посвящена целая глава.

## Прочие факты
Губе Ара посвящена песня Александра Розенбаума «Ара-Губа» — 
...По команде отдан кормовой,
Чайки и бакланы над волной.
Встретит глубиной нас шар Земной
За Ара-губой. 
Атомная лодка - дом родной,
Выйду в крайний раз на ходовой.
Люк задраим мы над головой
За Ара-губой…

## Карты
- Лист карты R-36-89,90 Заозерный. Масштаб: 1 : 100 000. Издание 1981 г.
- Лист карты R-36-90-В,Г — ФГУП «ГОСГИСЦЕНТР»